# Папа Јован XIV
Папа Јован XIV (лат. Ioannes XIV; Павија - Рим, 20. август 984) је био 136. папа од 983. до 20. августа 984.